# Coxs River
Der Coxs River ist ein Fluss im Osten des australischen Bundesstaates New South Wales. Er fließt durch die Blue Mountains.

## Beschreibung
Der Coxs River entspringt bei Wolgan Gap nordwestlich von Lithgow und fließt nach Süden in den Kanangra-Boyd-Nationalpark. Dort wendet er seinen Lauf nach Osten und mündet in den Lake Burragorang, einen großen Stausee, der durch das Aufstauen des Warragamba Rivers entstanden ist. Dieser Stausee liefert den Großteil des Trinkwassers für Sydney.

## Geschichte
Für die Aborigines, die seit Tausenden von Jahren in dieser Gegend lebten, bevor die weißen Siedler kamen, war das Tal des Coxs River einer von zwei Korridoren, in denen sie die Blue Mountains durchqueren konnten. Der andere war die Bilpin Ridge, wo heute die Bells Line of Roads (Straße von Lithgow nach Richmond) verläuft. Das Tal des Coxs River bot die einfachste Art der Durchquerung des Gebirges, aber die weißen Siedler wussten dies nicht, und so waren die Blue Mountains eine scheinbar unüberwindliche Barriere für sie.
Ein früherer Häftling, Jon Wilson, war vermutlich der erste Europäer, der die Blue Mountains überquerte. Wilson kam mit der ersten Flotte von Sträflingen 1788 in Australien an und wurde 1792 freigelassen. Er ging daraufhin sofort in die Wildnis, lebte mit den Aborigines und fungierte sogar als Vermittler zwischen ihnen und den Siedlern. 1797 kehrte er nach Sydney zurück und gab an, er hätte einen Umkreis von 100 km rund um Sydney erforscht, auch jenseits des Gebirges. Seine Beobachtungen und Beschreibungen waren im Allgemeinen sehr genau, und es ist wohl möglich, dass er – geführt von den Aborigines – die Blue Mountains durch das Tal des Coxs River durchquert hatte.
Am 24. Juni 1815 wurde der Name „Coxs River“ erstmals in den geschichtlichen Aufzeichnungen Australiens erwähnt. Dort schrieb man:

“The junction of these two streams a very handsome river, now called by the Governor "Cox’s River" which takes its course (...) and empties itself into the River Nepean […]”

„Der Zusammenfluss beider Bäche bildet einen sehr ansehnlichen Fluss, der von Gouverneur nun “Cox’s River” genannt wurde, seinen Lauf durch […] nimmt und in den Nepean River mündet […]“

Der Nepean River bildet dann den Hawkesbury River und mündet bei Broken Bay in den Pazifik. Gouverneur Macquarie benannte sowohl den Coxs River als auch den Coxs Pass nach William Cox (1764–1837), britischer Offizier, Straßenbauer und Baumeister.

## Verschmutzung
Seit 2008 gibt es Beschwerden über die Wasserqualität am Oberlauf des Coxs River. Die Untersuchungen der Blue Mountains Conservation Society ergaben, dass dieser Teil des Flusses hohe Schwermetallkonzentrationen aufwies (z. B. Zink, Kupfer und Mangan), ebenso wie 125 Mal mehr Sulfate als die umliegenden Bäche, und einen Sauerstoffgehalt von nur 5 % des für die Fische notwendigen Wertes. Der pH-Wert war gegenüber den umliegenden Bächen etwa 1000-fach erhöht (d. h., der pH-Wert wich vom Neutralwert 7 etwa 1000 Mal weiter nach unten – in den sauren Bereich – ab als bei den umliegenden Bächen, Anm. des Übersetzers) und der Fluss war etwa 80 mal so salzig wie er sein sollte. Die Sydney Catchment Authority bestätigte, dass die Messwerte korrekt waren, wies aber darauf hin, dass die Wasserqualität im Unterlauf besser würde, je weiter er sich der Mündung in den Lake Burragorang näherte. Das Department of Environment and Climate Change (Umweltministerium) ließ verlauten, dass die Verschmutzung vermutlich durch die Wallerawang Power Station, ein Kraftwerk von Delta Electricity am Wallerawang Reservoir, verursacht werde, das das Flusswasser auf Grund der herrschenden Trockenheit mehrfach verwenden musste. Delta Electricity gab an, dass sie sich an die Bedingungen der Betriebsgenehmigung halten würde.
2009 berichtete Dr. Ian Wright von der University of Western Sydney, dass das Wasser, das in den Coxs River floss, mehrfach so viel Kupfer, Bor und andere Metalle enthalte wie oberhalb des Kraftwerks gemessen. Hohe Arsenkonzentrationen wurden unterhalb des Kraftwerks gemessen, aber weiter flussabwärts wurden diese Substanzen weiter verdünnt und man nahm nicht an, dass sie eine Gefahr für den Menschen darstellten. Die Blue Mountains Conservation Society klagte mit Unterstützung der Environment Defenders Office beim Land and Environment Court of New South Wales und brachte vor, dass Delta Electricity den Coxs River verschmutze. Die Society wollte auch die in New South Wales geübte Praxis der Umweltlizenzen überprüfen lassen. Die Vorsitzende der Society, Tara Cameron, sagte:

“These licences are just licences to pollute. They are just allowing the status quo and making people feel good without actually protecting the environment.”

„Diese Lizenzen sind nur Verschmutzungsgenehmigungen. Sie schreiben nur den Status Quo fest und sorgen dafür, dass sich die Leute gut fühlen, ohne wirklich etwas für den Umweltschutz zu tun.“

Die Journalisten Ben Cubby und Erik Jensen wiesen nach, dass die Regierung über zwei Jahre lang von der Verschmutzung wusste.

## Freizeitaktivitäten
- Wanderweg von Katoomba nach Mittagong
- Six Foot Track
- Camping
- Megalong Valley

## Zugang
- Die Zufahrt zum Flussufer mit dem Auto ist an vielen Stellen des Flusses möglich. Bei Hartley gibt es etliche Stellen. In der Nähe des Lake Burragorang ist die Zufahrt nicht mehr möglich.
- Wandern ist die beliebteste Art des Zugangs zum Coxs River. Es gibt viele Wanderwege in gutem Zustand, die besonders sehenswerten Flussabschnitten folgen. Einer der bekanntesten ist der Six Foot Trail[8]
- Reiten ist eine weitere beliebte Art, den Coxs River zu erkunden. Im Megalong Valley gibt es etliche Anbieter von Tages- und Nachtritten.